# ووسکرسنکا (باشقیرستان)
ووسکرسنکا (انگلیسی: Voskresenka, Republic of Bashkortostan) یک شهرک در شهرستان بلاگووشچنسکی باشقیرستان کشور روسیه است.